# Joey Gallo
Joseph Nicholas Gallo (Henderson, 19 novembre 1993) è un giocatore di baseball statunitense, esterno, terza base e prima base per i Los Angeles Dodgers della Major League Baseball (MLB).

## Carriera

### Gli Inizi
Gallo frequentò la Bishop Gorman High School di Las Vegas, Nevada. Terminata la scuola superiore sottoscrisse una lettera di intenti con la squadra della Louisiana State University, ma fu selezionato nel draft MLB 2012, nel primo turno come 39 scelta assoluta, dai Texas Rangers e firmò, ottenendo un bonus di 2.25 milioni.

### Major League (MLB)
Gallo debuttò nella MLB il 2 giugno 2015, al Globe Life Park di Arlington contro i Chicago White Sox, battendo due valide, un fuoricampo, e 4 punti battuti a casa. Concluse la stagione con 36 partite disputate nella MLB e 87 nella minor league, di cui 34 nella Doppia-A e 53 nella Tripla-A.
Nella stagione 2016 apparve nella MLB meno volte della stagione passata, facendo segnare 17 presenze a fronte delle 102 apparizioni nella Tripla-A.
Nella stagione 2017, Gallo si classificò quinto tra i giocatori con il maggior numero di fuoricampo della MLB, battendone 41. Questa fu la prima stagione disputata esclusivamente nella MLB, dove venne schierato in 145 incontri prevalentemente come terza base e prima base.
Nel 2018, Gallo segnò il suo record personale in valide e punti battuti a casa, battendone rispettivamente con 103 e 92.
Nel 2019 venne convocato per la prima volta per l'All-Star Game mentre al termine della stagione 2020, venne premiato per la prima volta con il guanto d'oro, assegnatogli per la prestazione come esterno destro.
Il 29 luglio 2021, i Rangers scambiarono Gallo e Joely Rodríguez con i New York Yankees per i giocatori di minor league Josh Smith, Glenn Otto, Trevor Hauver, e Ezequiel Durán.

## Palmarès
- MLB All-Star: 2

2019, 2021
- Guanto d'oro: 2

2020, 2021
- Giocatore della settimana: 1

AL: 21 aprile 2019